# Lucha Underground/Episodenliste
Diese Episodenliste zur Wrestling-Sendung Lucha Underground ist eine Auflistung aller 64 bisher gesendeter Episoden, die ihre Erstveröffentlichung auf dem El Rey Network von Robert Rodriguez hatten.

## Staffel 1
Die erste Staffel wurde vom 29. Oktober 2014 bis zum 5. August 2015 auf dem El Rey Network ausgestrahlt. Um drei Tage versetzt fand die Ausstrahlung auf dem spanischsprachigen Sender UniMás statt. Alle Kämpfe wurden bereits mehrere Monate vorher vor Livepublikum in einem Lagerhaus in Boyle Heights, Los Angeles, Kalifornien aufgezeichnet. Dabei wurden auch einige Tryouts durchgeführt, die nicht ausgestrahlt wurden. Moderatoren waren Matt Striker und Vampiro für das englischsprachige und Hugo Savinovich und Vampiro für das spanischsprachige Publikum. Bei der Großveranstaltung Ultima Lucha, bei der Vampiro selbst wrestlete, übernahm Michael Schiavello seinen Part.
| Nr. (ges.) | Nr. (St.) | Titel                        | Premiere US   | Aufnahmetag        |
| --- | --------- | ---------------------------- | ------------- | ------------------ |
| 1 | 1         | Welcome to the Temple        | 29. Okt. 2014 | 6. September 2014  |
| 1. Blue Demon Jr. besiegt Chavo Guerrero Jr. 2. Son of Havoc besiegt Sexy Star 3. Johnny Mundo besiegt Prince Puma |           |                              |               |                    |
| 2 | 2         | Los Demonios                 | 5. Nov. 2014  | 7. September 2014  |
| 1.Johnny Mundo und Prince Puma besiegen Cortez Castro und Mr. Cisco (mit Big Ryck) 2. Chavo Guerrero Jr. und Sexy Star besiegen Son of Havoc und Ivelisse 3. Mil Muertes (mit Catrina) besiegt Blue Demon Jr. |           |                              |               |                    |
| 3 | 3         | Cross the Border             | 12. Nov. 2014 | 13. September 2014 |
| 1. Mascarita Sagrada besiegt El Mariachi Loco 2. Mil Muertes (mit Catrina) besiegt Ricky Mandel 3. Fénix besiegt Drago und Pentagón Jr. in einem Triple Threat Match |           |                              |               |                    |
| 4 | 4         | Thrill of the Hunt           | 19. Nov. 2014 | 14. September 2014 |
| 1. Sexy Star besiegt Ivelisse 2. Fénix besiegt Pentagón Jr. 3. Drago besiegt King Cuerno 4. Johnny Mundo besiegt Big Ryck (per Disqualifikation) |           |                              |               |                    |
| 5 | 5         | Boyle Heights Street Fight   | 26. Nov. 2014 | 27. September 2014 |
| 1. Mil Muertes (mit Catrina) besiegt Drago 2. Mascarita Sagrada besiegt Son of Havoc (mit Ivelisse) 3. Chavo Guerrero Jr. besiegt Sexy Star per Disqualifikation 4. Big Ryck (mit Cortez Castro und Mr. Cisco) besiegt Prince Puma in einem Boyle Heights Street Fight |           |                              |               |                    |
| 6 | 6         | The Key                      | 3. Dez. 2014  | 28. September 2014 |
| 1. Pimpinela Escarlata besiegt Son of Havoc (mit Ivelisse) 2. Mil Muertes (mit Catrina) besiegt Famous B. 3. King Cuerno besiegt Drago 4. Fénix und Sexy Star besiegen Pentagón Jr. und Chavo Guerrero Jr. |           |                              |               |                    |
| 7 | 7         | Top of the Ladder            | 10. Dez. 2014 | 4. Oktober 2014    |
| 1. King Cuerno besiegt Super Fly 2. Chavo Guerrero Jr. (mit Pentagón Jr.) besiegt Fénix (mit Sexy Star) 3. Johnny Mundo besiegt Prince Puma (mit Konnan) und Big Ryck (mit Cortez Castro, Mr. Cisco und Bael) in einem Ladder-Match |           |                              |               |                    |
| 8 | 8         | A Unique Opportunity         | 17. Dez. 2014 | 4. Oktober 2014    |
| 1. Fénix besiegt Pentagón Jr., King Cuerno, Drago, Big Ryck, Super Fly, Prince Puma, Son of Havoc, El Mariachi Loco und Mascarita Sagrada in einem Ten-Way-Match 2. Mil Muertes (mit Catrina) besiegt Johnny Mundo, Sexy Star, Pimpinela Escarlata, The Crew (Cortez Castro, Mr. Cisco and Bael), Famous B., Ricky Mandel und Chavo Guerrero Jr. in einer Battle Royal 3. Mil Muertes (mit Catrina) besiegt Fénix                                        |           |                              |               |                    |
| 9 | 9         | Aztec Warfare                | 7. Jan. 2015  | 5. Oktober 2014    |
| Prince Puma besiegt Fénix, Johnny Mundo, Mr. Cisco, King Cuerno, Son of Havoc, Pimpinela Escarlata, Ivelisse, Drago, Bael, Cortez Castro, Ricky Mandel, Big Ryck, Pentagón Jr., Super Fly, Chavo Guerrero Jr., Mascarita Sagrada, Sexy Star, El Mariachi Loco und Mil Muertes (mit Catrina) im ersten Aztec-Warfare-Match und wird damit erster Lucha Underground Champion                                                                               |           |                              |               |                    |
| 10 | 10        | Law of the Jungle            | 14. Jan. 2015 | 18. Oktober 2014   |
| 1. Cage besiegt Aero Star, Argenis und Angélico in einem Four-Way-Elimination-Match 2. King Cuerno und Drago erkämpfen ein unentschieden (durch Auszählen) 3. Prince Puma verteidigt seinen Titel gegen Fénix |           |                              |               |                    |
| 11 | 11        | Last Luchador Standing       | 21. Jan. 2015 | 18. Oktober 2014   |
| 1. The Crew (Cortez Castro und Mr. Cisco) (mit Bael) besiegen Pimpinela Escarlata und Mascarita Sagrada 2. Pentagón Jr. besiegt Super Fly 3. Sexy Star besiegt El Mariachi Loco 4. King Cuerno besiegt Drago in einem Last-Man-Standing-Match |           |                              |               |                    |
| 12 | 12        | They Call Him Cage           | 28. Jan. 2015 | 5. Oktober 2014    |
| 1. Fénix besiegt Mil Muertes (mit Catrina) 2. The Crew (Cortez Castro, Mr. Cisco und Bael) besiegen Argenis, Super Fly und Aero Star 3. Prince Puma (mit Konnan) verteidigt seinen Titel gegen Cage und gewinnt per Disqualifikation |           |                              |               |                    |
| 13 | 13        | Johnny Mundo Vs. The Machine | 4. Feb. 2015  | 17. Januar 2015    |
| 1. Angélico besiegt Son of Havoc (mit Ivelisse) 2. Pentagón Jr. besiegt Famous B. 3. Drago besiegt Aero Star (Beginn einer Best-of-5-Serie) 4. Cage besiegt Johnny Mundo |           |                              |               |                    |
| 14 | 14        | Open Mic Night               | 11. Feb. 2015 | 17. Januar 2015    |
| 1. Fénix besiegt Argenis 2. Johnny Mundo besiegt Son of Havoc (mit Ivelisse) 3. Pentagón Jr. besiegt Ricky Mandel |           |                              |               |                    |
| 15 | 15        | Eye for an Eye               | 18. Feb. 2015 | 18. Januar 2015    |
| 1. Mil Muertes (mit Catrina) besiegt Chavo Guerrero Jr. 2. Ivelisse (mit Son of Havoc) besiegt Angélico 3. Texano Jr. besiegt Super Fly 4. Pimpinela Escarlata, Sexy Star und Mascarita Sagrada besiegen The Crew (Cortez Castro, Mr. Cisco und Bael) in einem No-Holds-Barred-Match |           |                              |               |                    |
| 16 | 16        | Caged Animals                | 25. Feb. 2015 | 18. Januar 2015    |
| 1. Aero Star besiegt Drago (A: 1, D: 1) 2. Cage besiegt Prince Puma (mit Konnan) 3. Pentagón Jr. besiegt Vinny Massaro 4. Johnny Mundo und King Cuerno erkämpfen ein unentschieden (durch Auszählen) |           |                              |               |                    |
| 17 | 17        | A War Started in Mexico…     | 4. März 2015  | 24. Januar 2015    |
| 1. Mil Muertes (mit Catrina) besiegt Fénix 2. Big Ryck besiegt Sexy Star 3. Texano Jr. besiegt Alberto El Patrón, der disqualifiziert wurde |           |                              |               |                    |
| 18 | 18        | No Escape                    | 11. März 2015 | 24. Januar 2015    |
| 1. Pentagón Jr. besiegt Argenis 2. Angélico besiegt Ivelisse (Gastringrichter: Son of Havoc) 3. Johnny Mundo besiegt King Cuerno in einem Steel-Cage-Match |           |                              |               |                    |
| 19 | 19        | Grave Consequences           | 18. März 2015 | 26. Januar 2015    |
| 1. Aero Star besiegt Drago (A: 2, D: 1) 2. Big Ryck besiegt The Crew (Cortez Castro, Mr. Cisco und Bael) in einem No-Disqualification-Handicap-Match 3. Fénix (mit Catrina) besiegt Mil Muertes in einem Sarg-Match |           |                              |               |                    |
| 20 | 20        | The Art of War               | 25. März 2015 | 25. Januar 2015    |
| 1. Son of Havoc (mit Ivelisse) besiegt Angélico 2. Alberto El Patrón besiegt Texano Jr. in einem Bullrope-Matchund wird damit AAA Mega Champion 3. Prince Puma (mit Konnan und Hernandez) verteidigt seinen Titel gegen Cagein einem Boyle Heights Street Fight |           |                              |               |                    |
| 21 | 21        | Uno! Dos! Tres!              | 1. Apr. 2015  | 7. Februar 2015    |
| 1. Johnny Mundo besiegt Angélico 2. Drago besiegt Aero Star (A: 2, D: 2) 3. Big Ryck, Killshot und The Mack besiegen Sexy Star, Pentagon, Jr. und Super Fly im Halbfinale um den Lucha Underground Trios Championship |           |                              |               |                    |
| 22 | 22        | Mask vs. Mask                | 8. Apr. 2015  | 7. Februar 2015    |
| 1. Son of Havoc, Ivelisse und Angélico besiegen Drago, Aero Star und Fénix im Halbfinale um den Lucha Underground Trios Championship 2. Sexy Star besiegt Super Fly in einem Mask vs. Mask Match 3. Prince Puma (mit Konnan) verteidigt seinen Titel gegen King Cuerno (mit Cage und Texano, Jr.) |           |                              |               |                    |
| 23 | 23        | Fire in the Cosmos           | 15. Apr. 2015 | 8. Februar 2015    |
| 1. King Cuerno, Cage und Texano Jr. besiegen Prince Puma, Hernandez und Johnny Mundo im Halbfinale um den Lucha Underground Trios Championship 2. Cage besiegt The Mack und Son of Havoc in einem Triple Threat Match 3, Drago besiegt Aero Starund entscheidet damit die Best-of-5_Serie für sich (A: 2, D: 3) |           |                              |               |                    |
| 24 | 24        | Trios Champions              | 22. Apr. 2015 | 8. Februar 2015    |
| 1. Sexy Star besiegt Pentagon Jr. 2. Son of Havoc, Ivelisse und Angelico besiegen Cage, Texano Jr. und King Cuerno sowie Big Ryck, Killshot und The Mack in einem Triple Threat Trios Match um die Lucha Underground Trios Championship 3. Son of Havoc, Ivelisse und Angelico besiegen The Crew (Cortez Castro, Mr. Cisco und Bael) in einem No Disqualification Trios Matchund werden dadurch erste Lucha Underground Trios Champions                  |           |                              |               |                    |
| 25 | 25        | The Way of the Drago         | 29. Apr. 2015 | 21. Februar 2015   |
| 1. Fénix dbesiegt Killshot 2. Cage besiegt King Cuerno und Hernandez in einem Triple Threat Match und wird damit Nummer-Eins-Herausforderer 3. Prince Puma besiegt Drago in einem Title vs. Career Match. Drago muss daraufhin seine Karriere beenden |           |                              |               |                    |
| 26 | 26        | The Best in the Business     | 6. Mai 2015   | 21. Februar 2015   |
| 1. The Crew (Mr. Cisco und Cortez Castro) (mit Bael) besiegen Son of Havoc und Angelico (mit Ivelisse) 2. Delavar Daivari besiegt Texano Jr. per Disqualifikation 3. Cage und King Cuerno besiegen Prince Puma und Hernandez (mit Konnan) 4. Alberto El Patron besiegt Johnny Mundo |           |                              |               |                    |
| 27 | 27        | Ancient Medaillons           | 13. Mai 2015  | 22. Februar 2015   |
| 1. Aero Star besiegt Jack Evans 2. Fénix besiegt Killshot, Sexy Star, Pentagon Jr., King Cuerno und The Mack in einem Six-Way-Match um eine Aztec Medallion 3. Hernandez besiegt Alberto El Patron und wird damit Nummer-Eins-Herausforderer auf den Lucha Underground Championship |           |                              |               |                    |
| 28 | 28        | Shoots and Ladders           | 20. Mai 2015  | 22. Februar 2015   |
| 1. Prince Puma besiegt Marty Martinez 2. Texano Jr. besiegt Delvar Davari per Disqualifikation 3. Son of Havoc, Ivelisse and Angelico verteidigen ihre Titel gegen The Crew (Cortez Castro, Mr. Cisco and Bael) in einem Ladder Match |           |                              |               |                    |
| 29 | 29        | Fight to Death               | 27. Mai 2015  | 21. März 2015      |
| 1. Johnny Mundo besiegt Aero Star 2. Prince Puma (mit Konnan) verteidigt seinen Titel gegen Hernandez 3. Mil Muertes besiegt Fenix in einem Death Match |           |                              |               |                    |
| 30 | 30        | Submit to the Master         | 3. Juni 2015  | 21. März 2015      |
| 1. Jack Evans besiegt Argenis in einem match um ein Aztec Medallion 2. Son of Havoc, Ivelisse und Angelico verteidigen ihre Titel gegen Big Ryck, Delvar Davari und Cage 3. Pentagon Jr. besiegt Sexy Star in einem Submission Match |           |                              |               |                    |
| 31 | 31        | The Desolation of Drago      | 10. Juni 2015 | 22. März 2015      |
| 1. Chavo Guerrero Jr. (mit Mr. Cisco und Bael) besiegt Blue Demon Jr. in einem Anything-Goes-Match 2. The Disciples of Death (Barrio Negro, El Sinestro de la Muerte und Trece) besiegen Mascarita Sagrada, Bengala und Pimpenla Escarlata 3. Drago besiegt Hernandez, King Cuerno und Cage in einem Fatal-Four-Way Match und wird damit Nummer-Eins-Herausforderer. Hätte er verloren, wäre er verbannt geblieben und hätte seine Maske abnehmen müssen |           |                              |               |                    |
| 32 | 32        | All Night Long               | 17. Juni 2015 | 11. März 2015      |
| Prince Puma verteidigt seinen Titel mit 5 zu 4 gegen Johnny Mundo in einem Iron-Man-Match |           |                              |               |                    |
| 33 | 33        | Death Vs. The Drago          | 24. Juni 2015 | 22. März 2015      |
| 1. Super Fly besiegt Sexy Star 2. Aero Star besiegt Cage, The Mack und Marty Martinez in einem Fatal-Four-Way-Match um ein Aztec Medallion 3. Mil Muertes (mit Katrina) besiegt Drago und wird damit Nummer-Eins-Herausforderer auf den Championtitel bei Ultima Lucha |           |                              |               |                    |
| 34 | 34        | Gold and Guerreros           | 1. Juli 2015  | 12. April 2015     |
| 1. Texano Jr. besiegt Delvar Davari (mit Big Ryck) 2. Drago besiegt Hernandez per Disqualifikation 3. Alberto El Patron besiegt Marty Martinez 4. Prince Puma (mit Konnan) verteidigt seinen Titel gegen Chavo Guerrero, Jr. (mit Mr. Cisco und Bael) in einem No Disqualification Match |           |                              |               |                    |
| 35 | 35        | Fuel to the Fire             | 8. Juli 2015  | 12. April 2015     |
| 1. The Mack besiegt Cage 2. Mil Muertes (mit Katrina) besiegt Son of Havoc (mit Ivelisse und Angelico) 3. Johnny Mundo, Hernandez, Super Fly und Jack Evans besiegen Alberto El Patron, Drago, Sexy Star und Aero Star |           |                              |               |                    |
| 36 | 36        | The Beginning of the End     | 15. Juli 2015 | 11. April 2015     |
| 1. Bengala besiegt Delavar Daivari (mit Big Ryck) in einem Match um eine Aztec Medallion 2. King Cuerno besiegt Killshot in einem Match um eine Aztec Medallion 3. Sexy Star besiegt Super Fly in einem Match um eine Aztec Medallion 4. Sexy Star besiegt Marty Martinez in einem Match um eine Aztec Medallion |           |                              |               |                    |
| 37 | 37        | PenUltima Lucha              | 22. Juli 2015 | 18. April 2015     |
| 1. Texano Jr. besiegt Johnny Mundo 2. The Mack besiegt Cage 3. Fénix besiegt in einer Battle Royal um eine Aztec Medaillon Argenis, Delavar Daivari, Famous B, Killshot, Marty Martinez, Mascarita Sagrada, Ricky Mandel, Super Fly und Vinny Massaro |           |                              |               |                    |
| 38 | 38        | Ultima Lucha Part 1          | 29. Juli 2015 | 18. April 2015     |
| 1. Cage besiegt The Mack in einem Falls Count Anywhere Match 2. The Disciples of Death (Barrio Negro, El Sinestro de la Muert und Trece) besiegen Angélico, Ivelisse und Son of Havoc und werden damit Lucha Underground Trios Champions 3. Drago besiegt Hernandez in einem Lumberjack Strap Match |           |                              |               |                    |
| 39 | 39        | Ultima Lucha Part 2          | 5. Aug. 2015  | 19. April 2015     |
| 1. Johnny Mundo besiegt El Patrón Alberto 2. Pentagon Jr. besiegt Vampiro in einem No Disqualification Match 3. Fénix besiegt Aero Star, Bengala, Big Ryck, Jack Evans, King Cuerno und Sexy Star und gewinnt damit als erster das Gift of the Gods Championship 4. Blue Demon Jr. besiegt El Texano Jr. in einem No Disqualification Match 5. Mil Muertes besiegt Prince Puma und wird damit neuer Lucha Underground Champion                           |           |                              |               |                    |

## Staffel 2
Die zweite Staffel wurde ab dem 27. Januar 2016 auf El Rey Network ausgestrahlt. Eine Veröffentlichung über UniMás gab es nicht mehr. Auch wurde die Sendung daher nicht mehr in Mexiko ausgestrahlt. Wie bereits bei der ersten Staffel wurden die Kämpfe bereits Monate vorher in einem Lagerhaus in Boyle Heights, Los Angeles vor Livepublikum aufgenommen.
| Nr. (ges.) | Nr. (St.) | Titel                                    | Gastmusiker           | Premiere US   | Aufnahmetag       |
| --- | --------- | ---------------------------------------- | --------------------- | ------------- | ----------------- |
| 40 | 1         | A Much Darker Place                      | –                     | 27. Jan. 2016 | 14. November 2015 |
| 1. King Cuerno besiegt Fénix (und wird damit neuer Träger des Gift of the Gods Championship) 2. Ivelisse besiegt Angélico und Son of Havoc in einem Three-Way-Match um einen Titelkampf 3. Mil Muertes (mit Catrina) verteidigt seinen Titel gegen Ivelisse |           |                                          |                       |               |                   |
| 41 | 2         | The Dark and the Mysterious              | –                     | 3. Feb. 2016  | 14. November 2015 |
| 1. Johnny Mundo besiegt Killshot 2. The Mack besiegt PJ Black 3. Prince Puma und Pentagón Jr. besiegen The Disciples of Death (Barrio Negro, El Sinestro de la Muerte und Trece) in einem 2-gegen-3-Handicap-Match |           |                                          |                       |               |                   |
| 42 | 3         | The Hunt Is On…                          | –                     | 10. Feb. 2016 | 15. November 2015 |
| 1. Kobra Moon besiegt Bengala 2. Jack Evans besiegt Drago 3. Fénix besiegt King Cuerno in einem Last Luchador Standing Match |           |                                          |                       |               |                   |
| 43 | 4         | Cero Miedo                               | –                     | 17. Feb. 2016 | 15. November 2015 |
| 1. Angélico, Ivelisse und Son of Havoc besiegen Chavo Guerrero Jr., Mr. Cisco und Cortez Castro und erhalten dadurch einen Titelkampf 2. Cage besiegt Joey Ryan 3: Prince Puma verteidigt seinen Titel gegen Pentagón Jr. |           |                                          |                       |               |                   |
| 44 | 5         | The Machine                              | –                     | 24. Feb. 2016 | 21. November 2015 |
| 1. Jack Evans besiegt PJ Black 2. King Cuerno verteidigt seinen Titel gegen Killshot 3.Chavo Guerrero Jr., Cortez Castro und Mr. Cisco besiegen Texano in einem No-disqualification-3-on-1-elimination match 4. Johnny Mundo besiegt Cage |           |                                          |                       |               |                   |
| 45 | 6         | Gift of the Gods Ladder Match            | –                     | 2. März 2016  | 21. November 2015 |
| 1. Kobra Moon besiegt Sexy Star 2. Pentagón Jr. besiegt Prince Puma per Disqualifikation und erhält so einen Titelkampf um die Lucha Underground Championship 3. Fénix besiegt King Cuerno in einem Ladder Match und wird neuer Gift of the Gods Champion |           |                                          |                       |               |                   |
| 46 | 7         | Death Comes In Threes                    | –                     | 9. März 2016  | 21. November 2015 |
| 1. Marty Martinez besiegt The Mack 2. Cage besiegt Taya in einem Boyle Heights Street Fight 3. Mil Muertes verteidigt seinen Titel gegen Prince Puma und Pentagón Jr. in einem Three-Way-Match |           |                                          |                       |               |                   |
| 47 | 8         | Life After Death                         | –                     | 16. März 2016 | 22. November 2015 |
| Die Folge wurde dem am 3. März verstorbenen Wrestler Eiji „Hayabusa“ Ezaki gewidmet. 1. Angélico, Ivelisse und Son of Havoc besiegen The Disciples of Death (Barrio Negro, El Sinestro de la Muerte und Trece) und gewinnen die Lucha Underground Trios Championship 2. Texano besiegt Chavo Guerrero Jr. in einem Bullrope Match 3. Fénix besiegt Mil Muertes (und gewinnt damit die Lucha Underground Championship) |           |                                          |                       |               |                   |
| 48 | 9         | Aztec Warfare II                         | –                     | 23. März 2016 | 12. Dezember 2015 |
| Fénix muss seinen Titel gegen 19 Wrestler in der zweiten von Lucha Underground veranstalteten Aztec Warfare (einer Art Battle Royal) verteidigen und muss zu allem Überfluss auch als erster in den Ring. Während des Matches haben Rey Mysterio Jr und El Dragon Azteca Jr. ihre Debüts. Nachdem Mil Muertes als 20. Mann den Ring betritt, kommt der ehemalige Promoter Dario Cueto in die Halle und erklärt seinen Bruder Matanza Cueto zum 21. Mann. Anschließend gewinnt dieser das Match und wird neuer Träger der Lucha Underground Championship. |           |                                          |                       |               |                   |
| 49 | 10        | El Jefe Is Back                          | Chingon               | 30. März 2016 | 12. Dezember 2015 |
| 1. Cortez Castro und Mr. Cisco besiegen Johnny Mundo and Taya 2. Angélico, Ivelisse und Son of Havoc verteidigen ihre Titel gegen The Disciples of Death (Barrio Negro, El Sinestro de la Muerte und Trece) in einem Elimination Match 3. Mariposa besiegt Sexy Star 4. Matanza Cueto verteidigt seinen Titel gegen Pentagón Jr. |           |                                          |                       |               |                   |
| 50 | 11        | Bird of War                              | El Conjunto Nueva Ola | 6. Apr. 2016  | 13. Dezember 2015 |
| 1. Ivelisse besiegt Kobra Moon 2. Cortez Castro, Mr. Cisco und Joey Ryan besiegen Marty Martinez, Mariposa und The Mack in der ersten Runde des Trios Championship Tournament 3. Matanza Cueto verteidigt seinen Titel gegen Fénix |           |                                          |                       |               |                   |
| 51 | 12        | Three’s a Crowd                          | El Conjunto Nueva Ola | 13. Apr. 2016 | 13. Dezember 2015 |
| 1. Killshot besiegt Argenis 2. Texano besiegt Daga und verdient sich damit ein Aztec Medallion 3. El Dragon Azteca Jr., Prince Puma und Rey Mysterio Jr. besiegen Johnny Mundo, Taya und Cage in der ersten Runde des Trios Championship Tournament |           |                                          |                       |               |                   |
| 52 | 13        | Monster meets Monster                    | El Conjunto Nueva Ola | 20. Apr. 2016 | 13. Dezember 2015 |
| 1. Aero Star besiegt Drago und verdient sich damit ein Golden Aztec Medallion 2. Fenix, PJ Black und Jack Evans besiegen The Disciples of Death (Barrio Negro, El Sinestro de la Muerte, and Trece) in der ersten Runde des Trios Championship Tournament 3. Matanza Cueto (mit Dario Cueto) gegen Mil Muertes (mit Catrina) geht unentschieden aus |           |                                          |                       |               |                   |
| 53 | 14        | Cage in a Cage                           | Bang Data             | 27. Apr. 2016 | 13. Dezember 2015 |
| 1. Cage besiegt Johnny Mundo (mit Taya Valkyrie) in einem Steel Cage Match und gewinnt eine Golden Aztec Medallion 2. Rey Mysterio Jr., El Dragon Azteca, Jr. und Prince Puma besiegen Angélico, Ivelisse und Son of Havoc, Joey Ryan und The Crew (Mr. Cisco and Cortez Castro) sowie Fenix, PJ Black und Jack Evans in einem Fatal Four-Way Tag Team Elimination Match und gewinnen so den Lucha Underground Trios Championship |           |                                          |                       |               |                   |
| 54 | 15        | No Mas                                   | Bang Data             | 4. Mai 2016   | 13. Dezember 2015 |
| 1. The Mack besiegt Marty Martinez und gewinnt ein Golden Aztec Medallion 2. El Sinestro de la Muerte (mit Catrina) besiegt King Cuerno und gewinnt ein Golden Aztec Medallion 3. Cage besiegt Mascarita Sagrada (mit Famous B) 4. Sexy Star besiegt Mariposa in einem „No Mas“ Match und gewinnt ein Golden Aztec Medallion |           |                                          |                       |               |                   |
| 55 | 16        | Graver Consequences                      | El Conjunto Nueva Ola | 11. Mai 2016  | 13. Dezember 2015 |
| 1. Joey Ryan besiegt Cortez Castro und Mr. Cisco in einem Triple Threat Match um ein Golden Aztec Medallion 2. Rey Mysterio Jr., El Dragon Azteca Jr. und Prince Puma verteidigen ihre Titel gegen Son of Havoc, Ivelisse und Johnny Mundo 3. Matanza Cueto (mit Dario Cueto) verteidigt seinen Titel in einem Casket Match gegen Mil Muertes (mit Catrina) |           |                                          |                       |               |                   |
| 56 | 17        | Crime & Punishment                       | El Conjunto Nueva Ola | 18. Mai 2016  | 10. Januar 2016   |
| 1. Daga besiegt Mascarita Sagrada (mit Famous B and The Beautiful Brenda) 2. Killshot besiegt Marty Martinez 3. Chavo Guerrero Jr. besiegt Aero Star, El Sinestro de la Muerte, Joey Ryan, Sexy Star, Texano und The Mack in einem Seven-Way-Match um den Lucha Underground Gift of the Gods Championship |           |                                          |                       |               |                   |
| 57 | 18        | Enter the Mundo                          | Voodoo Glow Skulls    | 25. Mai 2016  | 17. Januar 2016   |
| 1. Joey Ryan besiegt Mascarita Sagrada (mit Famous B und The Beautiful Brenda) 2. Cage besiegt Chavo Guerrero Jr. und wird neuer Träher des Lucha Underground Gift of the Gods Championship 3. Jack Evans, Johnny Mundo und PJ Black besiegen Rey Mysterio Jr., El Dragon Azteca Jr. und Prince Puma und werden damit neue Lucha Underground Trios Champions |           |                                          |                       |               |                   |
| 58 | 19        | Judgement Day                            | Voodoo Glow Skulls    | 1. Juni 2016  | 17. Januar 2016   |
| 1. Son of Havoc besiegt Daga 2. Jack Evans, Johnny Mundo und PJ Black verteidigen ihre Titel gegen Rey Mysterio Jr., El Dragon Azteca Jr. und Prince Puma 3. Matanza Cueto (mit Dario Cueto)verteidigt seinen Titel gegen Cage |           |                                          |                       |               |                   |
| 59 | 20        | The Contenders                           | Voodoo Glow Skulls    | 8. Juni 2016  | 16. Januar 2016   |
| 1. Killshot und Marty Martinez erkämpfen ein unentschieden durch Auszählen 2. Aero Star und Drago besiegen Jack Evans und PJ Black in einem Nunchuck Tag Team Match |           |                                          |                       |               |                   |
| 60 | 21        | Six to Survive                           | Voodoo Glow Skulls    | 15. Juni 2016 | 16. Januar 2016   |
| Pentagón Jr. besiegt Fénix, Ivelisse, Johnny Mundo, King Cuerno und Taya in einem Six-Way-Elimantion-Match und wird damit Nummer-1-Herausforderer auf den Championtitel |           |                                          |                       |               |                   |
| 61 | 22        | Fame and Fortune                         | Voodoo Glow Skulls    | 22. Juni 2016 | 17. Januar 2016   |
| 1. Daga besiegt Argenis, Kobra Moon und Mascarita Sagrada (mit Famous B und The Beautiful Brenda) in einem Fatal Four-Way Match um ein Golden Aztec Medallion 2. El Sinestro de la Muerte, Killshot und Marty Martinez besiegen Joey Ryan und The Crew (Mr. Cisco und Cortez Castro) in einem Match um ein Golden Aztec Medallion 3. Sexy Star und Mariposa besiegen Ivelisse und Taya in einem Kampf um ein Golden Aztec Medallion |           |                                          |                       |               |                   |
| 62 | 23        | The Phoenix, the Dragon and the Spaceman | El Conjunto Nueva Ola | 29. Juni 2016 | 17. Januar 2016   |
| 1. King Cuerno besiegt Mil Muertes (mit Catrina) Prince Puma besiegt El Dragon Azteca Jr. (mit Rey Mysterio Jr.) 3. Johnny Mundo (mit Taya) besiegt Fénix |           |                                          |                       |               |                   |
| 63 | 24        | Ultima Lucha Dos                         | –                     | 6. Juli 2016  | 30. Januar 2016   |
| 1. The Mack besiegt Cage in einem Falls Count Anywhere (Halbfinale des The Tournament 4 a Unique Opportunity) 2. Son of Havoc besiegt Texano in einem Bar Fight Semifinal (Halbfinale des The Tournament 4 a Unique Opportunity) 3. Son of Havoc besiegt The Mack in einem Falls Count Anywhere (Finale des The Tournament 4 a Unique Opportunity) 4. Dr. Wagner Jr. (mit Famous B und The Beautiful Brenda) besiegt Son of Havoc |           |                                          |                       |               |                   |
| 64 | 25        | Ultima Lucha Part 2                      | El Conjunto Nueva Ola | 13. Juli 2016 | 30. Januar 2016   |
| 1. Sexy Star besiegt Marty „The Moth“ Martinez, Mariposa, Killshot, Night Claw, Daga und Sinestro de la Muerte in einem Seven-way Elimination Match und wird damit neue Trägerin des Gift of the Gods Championship 2. Mil Muertes besiegt King Cuerno in einem Death Match |           |                                          |                       |               |                   |
| 65 | 26        | Ultima Lucha Part 3                      | –                     | 20. Juli 2016 | 31. Januar 2016   |
| 1. Aero Star, Drago & Fenix besiegen The Worldwide Underground (Jack Evans, Johnny Mundo & PJ Black) und werden neue Lucha Underground Trios Champions 2. Dragon Azteca Jr. besiegt Black Lotus durch Disqualifikation 3.Matanza Cueto (mit Dario Cueto) verteidigt seinen Titel gegen Pentagon Dark 4. Taya besiegt Ivelisse 5. Rey Mysterio Jr. besiegt Prince Puma |           |                                          |                       |               |                   |